# Ibn al-Adim
Kamal-ad-Din Abu-l-Qàssim Úmar ibn Àhmad ibn Híbat-Al·lah (àrab: كمال الدين ٱبو القاسم عمر بن أحمد بن هبة الله, Kamāl ad-Dīn Abū l-Qāsim ʿUmar ibn Aḥmad ibn Hibat Allāh), conegut com a Ibn al-Adim (àrab: ابن العديم, Ibn al-ʿAdīm), fou un historiador àrab nascut a Alep el 1192 i mort al Caire el 1262. Membre de la rica família local dels Banu l-Adim, d'origen iraquià, va escriure dues obres històriques sobre Alep, un diccionari biogràfic i una història de la ciutat en orde cronològic fins al 1243. Recentment també se li ha atribuït la redacció del llibre de cuina Al-wusla ilà l-habib fi wasf at-tayyibat wa-t-tib.